# Estamos Adorando Tokio
Estamos Adorando Tokio é o terceiro álbum da banda brasileira Karnak.
Produzido por André Abujamra, Sérgio Bartolo e Evaldo Luna, o álbum foi lançado em 2000 pelo selo Net Records.

## Faixas
1. Abertura Russa (André Abujamra e Paulinho Moska)
2. (continuação da música anterior)
3. Juvenar (André Abujamra e Carneiro Sandalo)
4. Estamos Adorando Tokio (André Abujamra e Sergio Bartolo)
5. Mó Muntuera (André Abujamra, Hugo hori e Zuzu Abu)
6. 3 Aliens in L.A. (André Abujamra)
7. (continuação da música anterior)
8. Sósereiseuseforso / Nuvem Passageira (André Abujamra e Hermes Aquino)
9. Iosef (André Abujamra)
10. We Need Nothing (André Abujamra)
11. Mediocritas (André Abujamra)
12. Zoo (André Abujamra e Theo Werneck)
13. Depois da Chuva (André Abujamra e Lulu Camargo)
14. Ninguémpomaquide (André Abujamra)
15. Maria Inês (André Abujamra)
16. Feio/Bonito (André Abujamra e Maurício Pereira)
17. Juvenar (André Abujamra e Carneiro Sandalo)